# اد مک‌نامارا
اد مک‌نامارا (انگلیسی: Ed McNamara؛ ۱۹۲۱ – ۱۱ اکتبر ۱۹۸۶) بازیگر اهل کانادا بود.
از فیلم‌ها یا مجموعه‌های تلویزیونی که وی در آن‌ها نقش داشته است می‌توان به رابین‌هود فضایی اشاره نمود.